# Johann Julius Hecker
Johann Julius Hecker (Werden, ma Essen része, 1707. november 2. – Berlin, 1768. június 24.) német pedagógus.

## Élete
A potsdami katonaárvaházban, mint lelkész, buzgó hivataloskodása által magára vonta az intézet alapítójának I. Frigyes Vilmosnak a figyelmét. Egyszer, mikor nem is gyanította, a király megparancsolta neki, hogy előtte prédikáljon. A prédikáció után berlini pappá tette. Hecker sokat fáradozott az iskolák javításán. Már 1744-ben hat jól berendezett iskola volt a parókiájában és a következő évben még többet állított, úgyhogy azokban több mint 400 gyermek kapott ingyenes oktatást. De legnagyobb érdemet szerzett 1746-ban alapított reáliskolájával. Ez a reáliskola nem annyira tudósokat, mint inkább gyakorlati embereket akart képezni és az első kísérlet volt a reáliskolai nevelés terén.